# Willersbach (Zickenbach)
Der Willersbach entspringt nahe der niederösterreichischen Ortschaft Gschaidt und fließt anschließend Richtung Süden durch die Willersdorfer Schlucht, bevor er sich einige Kilometer weiter mit dem Seraubach gemeinsam den Zickenbach bildet. Der Bach hat eine ungefähre Länge von 20 Kilometern und ein Einzugsgebiet von 33,6 Quadratkilometern.
Am Bach liegt das Dreiländereck Burgenland–Niederösterreich–Steiermark.